# Choniolaimus chiliensis
Choniolaimus chiliensis is een rondwormensoort uit de familie van de Selachinematidae. De wetenschappelijke naam van de soort is voor het eerst geldig gepubliceerd in 1965 door Murphy.